# Dağlıca (Yüksekova)
Dağlıca (kurd. Oremar) ist ein Dorf und Hauptort eines Bucak im Landkreis Yüksekova der türkischen Provinz Hakkâri. Dağlıca liegt in Südostanatolien auf 1.500 m über dem Meeresspiegel, ca. 52 km südwestlich von Yüksekova, nahe der irakischen Grenze.
Der frühere Name der Ortschaft lautete Oramar. Dieser Name ist möglicherweise aramäischen Ursprungs. Die Region war Siedlungsgebiet nestorianischer Christen. In der Region fand 1930 der Aufstand von Oramar statt.
Dağlıca liegt im Hochgebirge. Die Wege sind im Jahr drei bis vier Monate unpassierbar. Ferner leidet die Bevölkerung unter der Verminung der Wege. Im Dorf verdienten 2007 ca. 60 Männer ihren Lebensunterhalt als Dorfschützer.
Im Bucak Dağlıca kam und kommt es zu heftigen Kämpfen zwischen Sicherheitskräften und Einheiten der Arbeiterpartei Kurdistans (PKK). 2007 kamen bei einem Überfall von ca. 150 PKK-Kämpfern auf eine Grenzkaserne 12 Soldaten ums Leben und 8 wurden entführt. Auf Seiten der PKK gab es 34 Tote. Auch 2010 kam es zu Kämpfen.
Im Jahre 2009 hatte die Ortschaft 816 und der gesamte Bucak 4.303 Einwohner. Zum Dorf gehören die Weiler (türk. mezra) Akar, Bozkaya, Genişdere, İncirlik, Ortaklar, Üçkardeş und Yerkaya.

## Weiterführende Literatur
- B. Nikitine in: E.J. Brill's first Encyclopaedia of Islam, 1913-1936, Band 2, s. v. ORĀMĀR